# North and South (Amerikaanse miniserie)
North and South is een miniserie uit 1985 gebaseerd op de bestseller trilogie van John Jakes en bestaat uit de delen North and South, North and South: Love and War, North and South: Heaven and Hell.

## Rolverdeling en Filmploeg

### Rolverdeling
| Acteur                                           | Personage                                                                                 |
| ------------------------------------------------ | ----------------------------------------------------------------------------------------- |
| Patrick Swayze                                   | Orry Main                                                                                 |
| James Read                                       | George Hazard                                                                             |
| Lesley-Anne Down                                 | Madeline Fabray LaMotte Main                                                              |
| Wendy Kilbourne                                  | Constance Flynn Hazard                                                                    |
| Kirstie Alley                                    | Virgilia Hazard (1985, 1986)                                                              |
| Jean Simmons                                     | Clarissa Main (1985, 1986)                                                                |
| Terri Garber                                     | Ashton Main Huntoon Fenway                                                                |
| Genie Francis                                    | Brett Main Hazard                                                                         |
| Philip Casnoff                                   | Elkanah Bent                                                                              |
| Lewis Smith Kyle Chandler                        | Charles Main (1985, 1986) Charles Main (1994)                                             |
| John Stockwell Parker Stevenson                  | Billy Hazard (1985) Billy Hazard (1986)                                                   |
| David Carradine                                  | Justin LaMotte (1985, 1986)                                                               |
| Inga Swenson                                     | Maude Hazard (1985, 1986)                                                                 |
| Jonathan Frakes                                  | Stanley Hazard                                                                            |
| Wendy Fulton Mary Crosby Deborah Rush            | Isabel Truscott Hazard (1985) Isabel Truscott Hazard (1986) Isabel Truscott Hazard (1994) |
| Jim Metzler                                      | James Huntoon (1985, 1986)                                                                |
| Olivia Cole                                      | Maum Sally (1985)                                                                         |
| Tony Frank                                       | Salem Jones                                                                               |
| Erica Gimpel                                     | Semiramis (1985, 1986)                                                                    |
| Kate McNeil                                      | Augusta Barclay (1986)                                                                    |
| Robert Mitchum                                   | Patrick Flynn (1985)                                                                      |
| Hal Holbrook                                     | Abraham Lincoln (1985, 1986)                                                              |
| Robert Guillaume                                 | Frederick Douglass (1985)                                                                 |
| Morgan Fairchild                                 | Burdetta Halloran (1985, 1986)                                                            |
| Johnny Cash                                      | John Brown (1985)                                                                         |
| Gene Kelly                                       | Sen. Charles Edwards (1985)                                                               |
| David Ogden Stiers                               | Congressman Sam Greene (1985, 1986)                                                       |
| Elizabeth Taylor                                 | Madam Conti (1985)                                                                        |
| Lloyd Bridges                                    | Jefferson Davis (1986)                                                                    |
| Olivia de Havilland                              | Mrs. Neal (1986)                                                                          |
| Linda Evans                                      | Rose Sinclair (1986)                                                                      |
| James Stewart                                    | Miles Colbert (1986)                                                                      |
| Mark Moses Anthony Zerbe Rutherford Cravens      | Sam Grant (1985) Gen. Ulysses S. Grant (1986) President Ulysses S. Grant (1994)           |
| William Schallert                                | General Robert E. Lee (1986)                                                              |
| William Preston Daly                             | Tom "Stonewall" Jackson (1985)                                                            |
| Robert Wagner                                    | Cooper Main (1994)                                                                        |
| Woody Watson                                     | Jack Quinlan (1994)                                                                       |
| Jennifer & Michelle Steffin Mary Elizabeth McCae | Hope Hazard (1986) Hope Hazard (1994)                                                     |
| Cameron Finley                                   | Gus Main (1994)                                                                           |
| Cathy Lee Crosby                                 | Judith Main (1994)                                                                        |
| Billy Dee Williams                               | Francis Cardozo (1994)                                                                    |
| Ted Thin Elk                                     | Running Wolf (1994)                                                                       |

### Filmploeg
|                  | Boek 1                                                           | Boek 2                                                       | Boek 3            |
| ---------------- | ---------------------------------------------------------------- | ------------------------------------------------------------ | ----------------- |
| Regisseurs       | Richard T. Heffron                                               | Kevin Connor                                                 | Larry Peerce      |
| Scriptschrijvers | Paul F. Edwards Patricia Green Douglas Heyes Kathleen A. Shelley | Richard Fielder Douglas Heyes                                | Suzanne Clauser   |
| Producers        | Paul Freeman Rob Harland Chuck McLain David L. Wolper            | Stephanie Austin Robert Papazian David L. Wolper Mark Wolper | Hal Galli         |
| Componisten      | Bill Conti Greig McRitchie                                       |                                                              | David Bell        |
| Cinematografie   | Stevan Larner                                                    | Jacques R. Marquette                                         | Don E. FauntLeRoy |

## Personages
Orry Main komt uit een welvarende familie die woont op Mont Royal in South Carolina. Ze hebben een plantage en houden slaven. Orry raakt bij de eerste ontmoeting met Madeline tot over zijn oren verliefd op haar.
George Hazard komt uit een welvarende familie die woont op Lehigh Station in Pennsylvania. Zijn familie is groot geworden in de staalindustrie. Als noorderling is hij tegen de slavernij.
Madeline Fabray LaMotte Main komt uit New Orleans en is de door haar vader uitgehuwelijkte echtgenote van de wrede Justin LaMotte. Ze wonen op landgoed Resolute, dat zich naast Mont Royal bevindt. Ze voelt zich diep ongelukkig en is blijvend verliefd op Orry. Door haar huwelijk met Justin zullen ze echter nooit samen kunnen leven. Zij draagt een groot geheim met zich mee.
Elkanah Bent is hogerejaars op West Point en wordt de gezworen vijand van George en Orry. Als hij erachter komt dat zij mede betrokken zijn bij Bents ontslag van de academie zweert hij wraak. Via zijn vader, een senator, krijgt hij toch een leidinggevend commando in de Mexicaanse oorlog.
Virgilia Hazard Grady is de opstandige zus van George. Ook zij is fel gekant tegen de slavernij, maar kan dit niet laten rusten om de vriendschap met de Mains niet in de weg te staan. Zij zet zich later volledig in tegen de slavernij met grote gevolgen.
Constance Flynn Hazard is de echtgenote van George. Ze is de dochter van een kolonel en van Ierse afkomst. Constance en George ontmoeten elkaar op een feest tijdens de oorlog met Mexico en worden verliefd op elkaar.
Ashton Main Huntoon is de jongere zus van Orry. Ze is zeer egoïstisch en belust op geld en macht. Ze doet het zo ongeveer met iedereen die maar wil en trouwt met de wat sullige James Huntoon vanwege zijn positie.
Brett Main Hazard is de jongste zus van Orry. Zij is de goedheid zelve en heeft het soms zwaar te verduren met haar terroriserende zuster Ashton. Ze wordt verliefd op Billy Hazard, maar Orry wil een huwelijk aanvankelijk niet toestaan. 
Billy Hazard is de jongere broer van George. Hij valt in eerste instantie voor Ashton, die hem om haar vinger gewikkeld heeft, tot hij erachter komt wat voor type ze echt is. Daarna wordt hij verliefd op Brett en krijgen ze een relatie. Billy gaat ook naar West Point en wordt ook uitgezonden om te vechten.
Justin LaMotte Is de eigenaar van landgoed Resolute. Hij is getrouwd met Madeline Fabray, de dochter van een vriend van hem. Voor hem is een vrouw iemand die te allen tijde haar echtgenoot dient te gehoorzamen en verder weinig tot geen rechten heeft. Hij regeert met harde hand en mishandelt zijn vrouw regelmatig als ze in zijn ogen iets doet wat hem niet aanstaat.
Maum Sally is de persoonlijke dienstbode van Madeline, zij is van Afrikaanse afkomst, echter geen slavin. Ze is tevens Madelines vertrouwenspersoon en staat haar met raad en daad bij, tot ze wordt vermoord door Justin.

## Nominaties & Prijzen
Hieronder volgen de nominaties en prijzen die de serie in de wacht heeft gesleept. Een grijze achtergrond duidt op een nominatie, een goudkleurige achtergrond geeft aan dat het om een gewonnen prijs gaat.

### Boek 1
| Golden Globes | Golden Globes                                                                                              | Golden Globes    |
| ------------- | --- | ---------------- |
| Jaar          | Categorie                                                                                                  | Persoon          |
| 1986          | Best Performance by an Actress in a Supporting Role in a Series, Mini-Series or Motion Picture Made for TV | Lesley-Anne Down |
| 1986          | Best Performance by an Actor in a Supporting Role in a Series, Mini-Series or Motion Picture Made for TV   | David Carradine  |

| Emmy Awards | Emmy Awards                                                                                      | Emmy Awards                  |
| ----------- | ------------------------------------------------------------------------------------------------ | ---------------------------- |
| Jaar        | Categorie                                                                                        | Persoon                      |
| 1986        | Outstanding Sound Editing for a Miniseries or a Special                                          | Voor deel 2                  |
| 1986        | Outstanding Editing for a Miniseries or a Special - Single Camera Production                     | Voor deel 4                  |
| 1986        | Outstanding Cinematography for a Miniseries or a Special                                         | Stevan Larner - voor deel 6  |
| 1986        | Outstanding Achievement in Music Composition for a Miniseries or a Special (Dramatic Underscore) | Bill Conti - voor deel 1     |
| 1986        | Outstanding Achievement in Makeup for a Miniseries or a Special                                  | Voor deel 6                  |
| 1986        | Outstanding Achievement in Hairstyling for a Miniseries or a Special                             | Virginia Darcy - voor deel 1 |
| 1986        | Outstanding Achievement in Costuming for a Miniseries or a Special                               | Voor deel 4                  |

| Casting Society of America | Casting Society of America      | Casting Society of America |
| -------------------------- | ------------------------------- | -------------------------- |
| Jaar                       | Categorie                       | Opmerking                  |
| 1986                       | Best Casting for TV Miniseries' | Artios Award               |

| American Cinema Editors | American Cinema Editors                            | American Cinema Editors   |
| ----------------------- | -------------------------------------------------- | ------------------------- |
| Jaar                    | Categorie                                          | Persoon / opmerking       |
| 1986                    | Best Edited Episode from a Television Mini-Series' | Eddie Award - Voor deel 4 |

| Aftonbladet TV Prize, Zweden | Aftonbladet TV Prize, Zweden                              | Aftonbladet TV Prize, Zweden |
| ---------------------------- | --------------------------------------------------------- | ---------------------------- |
| Jaar                         | Categorie                                                 | Persoon / opmerking          |
| 1988                         | Bästa utländska program (Beste buitenlandse tv-programma) | Eddie Award - Voor deel 4    |

### Boek 2: Love and War
| Emmy Awards | Emmy Awards                                                          | Emmy Awards |
| ----------- | -------------------------------------------------------------------- | ----------- |
| Jaar        | Categorie                                                            | Persoon     |
| 1986        | Outstanding Sound Editing for a Miniseries or a Special              | Voor deel 6 |
| 1986        | Outstanding Costume Design for a Miniseries or a Special             | Voor deel 1 |
| 1986        | Outstanding Achievement in Hairstyling for a Miniseries or a Special | Voor deel 1 |

| American Cinema Editors | American Cinema Editors                            | American Cinema Editors   |
| ----------------------- | -------------------------------------------------- | ------------------------- |
| Jaar                    | Categorie                                          | Persoon / opmerking       |
| 1987                    | Best Edited Episode from a Television Mini-Series' | Eddie Award - Voor deel 4 |

### Boek 3: Heaven and Hell
| American Society of Cinematographers | American Society of Cinematographers                      | American Society of Cinematographers        |
| ------------------------------------ | --------------------------------------------------------- | ------------------------------------------- |
| Jaar                                 | Categorie                                                 | Persoon / opmerking                         |
| 1995                                 | Outstanding Achievement in Cinematography in Mini-Series' | ASC Award - Don E. FauntLeRoy - Voor deel 3 |

## Huizen

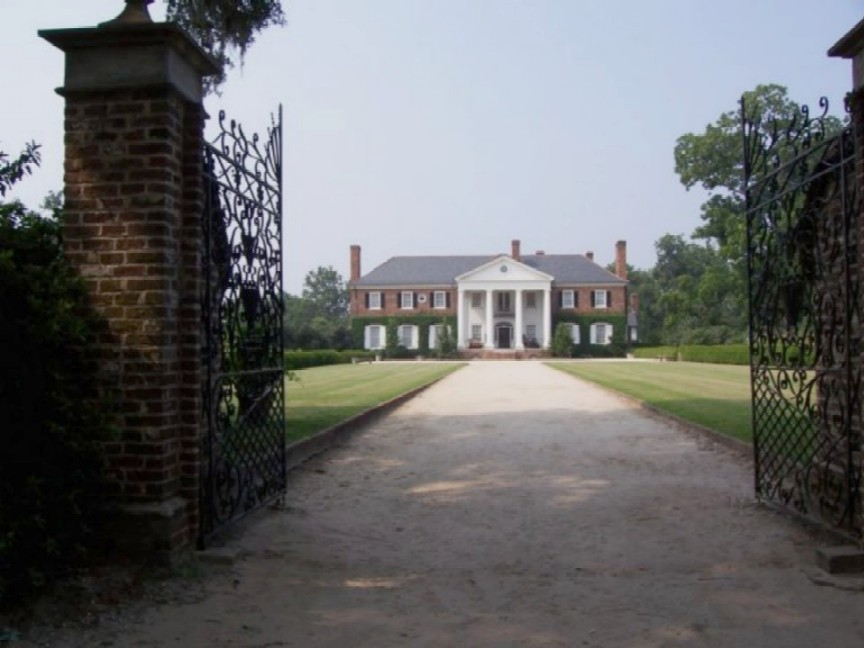
Mont Royal

Voor de verschillende woningen uit de serie werd gebruikgemaakt van de volgende huizen:
- - Mont Royal - Boone Hall Plantage in Mount Pleasant (South Carolina) (exterieur), Stanton Hall in Natchez (Mississippi) (interieur),
  - Resolute - Greenwood Plantage in St. Francisville (Louisiana)
  - Belvedere - The Calhoun Mansion in Charleston (South Carolina)
  - Huize Huntoon - The Blue House in Charleston
  - Huize Fabray - Battery Carriage House Inn in Charleston

## Trivia
- Voor de serie zijn 8.700 kostuumonderdelen gemaakt, waaronder 3.300 voor vrouwen. Elke actrice droeg zo'n 28 tot 35 verschillende kostuums.
- Er zijn meer dan 15.000 decorstukken en rekwisieten voor de serie gebruikt.
- De productie van het eerste boek duurde vijf maanden en vond plaats in vijf staten.
- De productiekosten van North & South van $25 miljoen maakten dat de miniserie de duurste tot dan toe was.
- Mary Todd Lincoln werd gespeeld door Rachel Jakes, de echtgenote van de auteur John Jakes.
- Om zich voor te bereiden op zijn rol, bracht James Read enkele weken door op de paardenranch van Patrick Swayze, waar Patrick aan James leerde hoe hij paard moest rijden.
- Er was sprake van dat er een televisieserie gemaakt zou worden over het leven van Charles Main, Willa en Gus. Dit is echter nooit doorgegaan in verband met Kyle Chandlers (Charles) verplichtingen tegenover de serie Early Edition.
- James Read en Wendy Kilbourne die in de serie met elkaar zijn getrouwd (George en Constance Hazard) zijn in het echt later ook getrouwd en zijn dit nog steeds.

## Verhaal

### Boek 1
Zomer 1842 - zomer 1844

Vlak nadat Orry vertrokken is naar de opleiding op de militaire academie van West Point ziet hij een span op hol geslagen paarden met een rijtuig erachter. Het rijtuig kantelt en Orry rijdt ernaartoe. Dan maakt hij kennis met de mooie Miss Madeline Fabray en haar reisgezel Maum Sally, die op weg zijn naar Justin LaMotte op landgoed Resolute. Voor beiden is het liefde op het eerste gezicht. Orry brengt haar naar Resolute en vervolgt zijn weg naar West Point. In New York maakt Orry Main kennis met George Hazard. George komt uit een rijke familie uit Pennsylvania die groot geworden is in de staalindustrie en Orry komt uit een familie uit South Carolina die een plantage runt en daarbij slaven houdt. Tijdens de militaire opleiding blijken George en Orry het zeer goed met elkaar te kunnen vinden en worden ze dikke vrienden. Samen maken ze ook hun grootste vijand: de oudere Elkanah Bent. Bent vindt zichzelf groots en heeft een grote hekel aan George en Orry. Zijn grootste doel is dan ook om hen zo veel mogelijk te dwarsbomen.
Als ze na twee jaar met verlof mogen verheugt Orry zich erop om Madeline weer te ontmoeten, maar thuis aangekomen blijkt zij getrouwd te zijn met Justin LaMotte.
Herfst 1844 - voorjaar 1848

Tijdens het vervolg van de opleiding blijft Bent hen lastigvallen. Op een gegeven moment luizen George, Orry en een groep andere cadetten Bent er zodanig in dat hij ontslagen wordt. Als hij ontdekt dat George en Orry hierin een aandeel hebben zweert hij eeuwige wraak.
Na de opleiding worden ze uitgezonden om te vechten in de oorlog met Mexico. Daar raakt Orry ernstig gewond, en redt George zijn leven. Orry zal echter levenslang mank zijn. George ontmoet Constance Flynn, de dochter van een kolonel, en ze worden verliefd.
Voorjaar 1848 - zomer 1854

George en Constance trouwen met Orry als getuige. Orry's neef Charles, raakt in de problemen en Orry helpt hem. Hierdoor raken de twee bevriend. De Mains brengen hun vakantie door bij de Hazards. Tijdens de vakantie versiert Ashton Billy. Ook Billy en Charles raken bevriend en samen vertrekken ze naar West Point. Orry en George vatten het plan op om hun zakelijke krachten te bundelen en ze worden zakenpartners als ze samen een katoenfabriek opzetten in het al met afscheiding dreigende South Carolina. Het staal voor de fabriek is afkomstig uit de staalfabrieken van de Hazards, en het katoen komt van de Main plantage.
Zomer 1854 - herfst 1856

De Hazards bezoeken het jaar daarop de Mains. Billy ontdekt hoe Ashton echt in elkaar steekt en valt voor Brett. Virgilia helpt een van de slaven van de plantage te ontsnappen wat voor grote spanningen tussen de families zorgt. Billy en Charles slagen voor hun opleiding op West Point en de beide families wonen de uitreiking bij. Ashton duikt ondertussen met veel van Billy's vrienden in bed om zo wraak te nemen op hem. Hierbij raakt ze zwanger en ze vraagt Madeline om hulp. Madeline moet tegen haar man liegen, waardoor deze haar mishandelt en opsluit in haar kamer. Als Maum Sally haar probeert te bevrijden wordt deze vermoord door Justin.
Voorjaar 1857 - november 1860

Omdat Justin het maar niks vindt dat Madeline met Orry omgaat, drogeert hij haar  met laudanum waardoor ze compleet willoos wordt. Ashton trouwt met de rijke en ambitieuze maar sullige James Huntoon. Orry brengt samen met Brett een bezoek aan George en brengt hem 80.000 dollar als zijnde het verschuldigde deel van hun gezamenlijke fabriek. Maar ze krijgen heftige discussies over de standpunten van de aldaar verblijvende Virgilia. Orry ontvlucht met Brett het huis van zijn vriend na een pijnlijke ruzie. Terug naar huis wordt hun trein onderweg overvallen door  John Brown en zijn mannen.
Ook Virgilia bevindt zich bij de strijders en wordt later na het mislukken van de overval opgesloten in een psychiatrische inrichting. Haar echtgenoot  Grady vindt de dood.
6 november 1860 - april 1861

Brett en Billy ontmoeten elkaar in  een oproerig Charleston op de verkiezingsdag. George bezoekt Orry en ze verontschuldigen zich aan elkaar voor de ruzie. Orry geeft Brett toestemming om met Billy te trouwen. Dit wordt ook gezien als een mooie bezegeling van de relatie tussen de twee families. South Carolina scheidt zich af. Boos over het huwelijk probeert Ashton, met wat vrienden van haar, tevergeefs Billy om te brengen. Madeline, nog steeds gedrogeerd, hoort toevallig over een nieuw complot tegen Billy door Justin en informeert Orry die er een stokje voor steekt. Orry ontvoert Madeline naar Mont Royal om haar te laten herstellen. Ondertussen begint de Amerikaanse burgeroorlog. Orry gaat op 12 april 1861 naar Lehigh Station om George, een half miljoen dollar, zijn deel van hun katoenfabriek, te brengen.

### Boek 2: Love and War
Juni 1861 - 21 juli 1861

De Amerikaanse Burgeroorlog is begonnen en Orry en Charles gaan naar het front. Orry gaat naar Richmond. George en Billy zijn in Washington D.C. Charles ontmoet Augusta Berkley, die medicijnen smokkelt voor de zuidelijke soldaten. Virgilia wil als verpleegster werken en vraagt Congreslid Sam Greene om hulp. Ashton ontmoet Bent, die nu in de zeehandel zit. Justin kidnapt Madeline en steekt de katoenopslag van Mont Royal in brand. De Eerste Slag bij Bull Run vindt plaats en wordt door het Zuiden gewonnen.
Juli 1861 - zomer 1862

Brett en Semiramis gaan terug naar Mont Royal. Net als Orry, die ontdekt wat Justin heeft gedaan. Als hij naar Resolute gaat om Madeline weer mee terug te nemen raakt hij in gevecht met Justin, die daarbij omkomt. Madeline en Orry trouwen nu eindelijk. Orry wil de business van Ashton en Bent vernietigen en heeft zijn eerste succesvolle onderschepping van een scheepslading. Stanley en Isabel beginnen met louche zaakjes voor de oorlog.
17 september 1862 - voorjaar 1864

Charles en Billy komen elkaar tegen tijdens de bloedige slag bij Antietam Creek. Hoewel de slag onbeslist eindigt trekken de zuidelijke legers zich terug uit Maryland. Lincolns Emancipatieproclamatie is daarna een feit. De meeste slaven vertrekken van Mont Royal. Ashton brengt een bezoek aan Mont Royal en maakt Madeline duidelijk dat ze moet vertrekken en Orry achter moet laten, anders zal ze Madelines geheim onthullen. Hierop vertrekt Madeline stilletjes van Mont Royal. Ashton betrapt Billy in een hooischuur bij Mont Royal. Ze dreigt hem aan te geven, zodat hij de doodstraf krijgt. Brett steekt hier een stokje voor door Ashton te bedreigen met een hooivork.
Mei 1864 - herfst 1864

Generaal George wordt gevangengenomen en naar de beruchte Libby Gevangenis gebracht. Orry raakt gewond en komt terecht in het hospitaal waar Virgilia werkt. Beiden zijn door de vreselijke oorlog milder geworden en tonen respect voor elkaar. Zodra Orry ietwat hersteld is, ontsnapt hij uit het hospitaal. Ashton en Bent blijven samenzweren. Virgilia vloert haar bazin en vlucht wanhopig naar senator Greene, die zijn langverwachte fysieke  beloning in ontvangst neemt. Billy redt de weduwe Augusta van verkrachting door 3 Noordelijke soldaten.
December 1864 - winter 1865

Orry en Charles redden George uit Libby. Madeline helpt hulpbehoevende  mensen in Charleston. George wordt bijna gearresteerd door de ontploffende kanonnen van Stanley en Isabel. James Huntoon en Orry vernietigen Bents opslagdepot. Hierbij komt Bent schijnbaar om het leven als zijn munitieopslagplaats ontploft. Na de ontploffing onthult Ashton al haar misdaden die ze heeft begaan. Orry wordt hier zo kwaad om dat hij haar vol in het gezicht slaat en haar vertelt dat hij haar nooit meer wil zien. Ook James kan Ashton niet vergeven.
Maart 1865 - mei 1865

De 9 maanden durende loopgravenoorlog van de Richmond-Petersburgveldtocht brengt George and Orry voor het laatste tegenover elkaar. De oorlog is hierna snel ten einde. Virgilia vermoordt Sam Greene en krijgt hiervoor de doodstraf. In de gevangenis komt het eindelijk tot een verzoening tussen Virgilia en haar broer George. George helpt Orry om Madeline te vinden. Als ze haar gevonden hebben gaan ze samen  met hun zoontje terug naar Mont Royal. Als ze aankomen zien ze juist dat het huis in brand wordt gestoken door hun voormalig opzichter Salem Jones, de voormalige slaaf Cuffey en hun bandieten. Hierbij komt Clarissa Main om het leven. Beide families beginnen aan de wederopbouw van het land, hun leven en hun vriendschap.

### Boek 3: Heaven and Hell
Zomer 1865 - herfst 1865

Orry wordt onvoorbereid vermoord door Bent, die de ontploffing toch heeft overleefd. Ashton probeert hierna tevergeefs om Bent te doden. maar hij wordt meer dood dan levend uit de rivier gevist. Madeline wil Mont Royal opnieuw opbouwen en helpt de lokale zwarte bevolking. George gaat naar Mont Royal om Madeline te helpen met het opzetten van een houtzagerij. Cooper Main, de oudere broer van Orry, komt uit het niets als dreigende hypotheeknemer van Mont Royal bij schoonzus Madeline langs. Charles ontmoet ene Willa Parker in Saint Louis. Ashton werkt als een prostituee in Santa Fe en wil Mont Royal terug. Ze steelt met een klant goud van haar bazin en vlucht naar het noorden. Cooper Main wordt lid van de Ku Klux Klan en trekt op tegen Madeline en steekt haar schooltje in brand. Bent vermoordt Constance Hazard in haar huis vlak voor George terugkomt van Mont Royal.
Herfst 1865 - voorjaar 1866

George is kapot door de moord op zijn vrouw en doet er alles aan om Bent te vinden. Madeline is zwaar geschokt door de brandstichting en krijgt via een telegram van George een nog hardere klap. Isabel wil Mont Royal opkopen om van daaruit haar zaken te regelen. Ze sluit een partnership met Cooper Main, die Madeline openlijk bedreigt. Charles komt terug uit het het Westen en wordt door een oude kennis Willa Parker liefdevol terugontvangen. George heeft een detectivebureau ingeschakeld om Bent te vinden en hij werd inderdaad gevonden in Illinois na een nieuwe moordpoging. Isaac Kano wordt een rijzende ster in de politiek van South-Carolina. Hij wordt daarom vermoord door de KKK. Madeline vraagt in grote geldnood George om hulp. Charles keert terug als militair in Het Westen. Hij is er getuige van als een weerloos Cheyenne-dorp wordt uitgemoord. Bent ontvoert Charles' zoon Gus.
Voorjaar 1866 - begin zomer 1866

Isabelle wordt door haar man gedwongen haar 51% deel van de fosfaatmijn op Mont Royal voor 1 dollar aan George te verkopen. Vervolgens wordt ze verstoten als echtgenote. Cooper Maine gaat tandenknarsend akkoord met zijn nieuwe partner George Hazard. George gaat naar Mont Royal om Madeline verder te helpen en ze worden tegelijkertijd verliefd. George gaat echter op zoek naar Charles om samen Bent te pakken, maar Bent vindt Charles eerder maar laat hem in leven. Als George en Charles Bent gevonden hebben hangen ze hem op. Ashton gaat met heimwee gevoelens naar Mont Royal, omdat ze vindt dat ze de rechtmatige eigenares is. Madeline houdt haar echter tegen en de twee vrouwen raken met elkaar in gevecht. Ashton ziet dat het hoofdgebouw geheel is uitgebrand. Hierop vertrekt Ashton voorgoed van Mont Royal. George en Charles schieten per trein Madeline te hulp bij de verwachte aanval door de KKK. Madeline weet met behulp van haar werkers de aanval af te slaan maar wordt zelf ontvoerd door Cooper. George weet Madeline te bevrijden en samen besluiten ze altijd bij elkaar te blijven en Mont Royal te herbouwen. Cooper Main, de oudere broer van Orry, werd vlak daarvoor wegens lafheid door een KKK-lid geliquideerd.

## North and South over de wereld
North and South is in een groot aantal landen uitgezonden. Hieronder een rijtje verschillende titels uit landen waar het is uitgezonden.
| Land        | Titel                         |
| ----------- | ----------------------------- |
| België      | Noord en Zuid                 |
| Denemarken  | Nord og Syd                   |
| Duitsland   | Fackeln im Sturm              |
| Finland     | Jaettu maa                    |
| Frankrijk   | Nord et Sud                   |
| Griekenland | Βόρειοι και Νότιοι            |
| Hongarije   | Észak és Dél                  |
| Italië      | Nord e Sud                    |
| Kroatië     | Sjever i Jug                  |
| Polen       | Północ - Południe             |
| Roemenië    | Nord si Sud                   |
| Servië      | Sever-Jug (Cyrilic:Север-Југ) |
| Spanje      | Norte y Sur                   |
| Venezuela   | Norte y Sur                   |
| Zweden      | Nord och Syd                  |